# Cité de Kalamunda
La Cité de Kalamunda est une zone d'administration locale au sud-est de l'Australie-Occidentale. Le comté est situé à 25 km à l'est de Perth, la capitale de l'État. 
Le centre administratif du cité est la ville de Kalamunda.
La cité est divisée en un certain nombre de localités :
- Bickley
- Canning Mills
- Carmel
- Forrestfield
- Gooseberry Hill
- Hacketts Gully
- High Wycombe
- Kalamunda
- Lesmurdie
- Maida Vale
- Paulls Valley
- Pickering Brook
- Piesse Brook
- Reservoir
- Walliston
- Wattle Grove

La cité a douze conseillers locaux et est divisée en cinq circonscriptions :    
- East Ward (1 conseiller)
- North Ward (3 conseillers)
- North West Ward (2 conseillers)
- South Ward (3 conseillers)
- South West Ward (3 conseillers).